# Stomaphis aphanathae
Stomaphis aphanathae är en insektsart. Stomaphis aphanathae ingår i släktet Stomaphis och familjen långrörsbladlöss. Inga underarter finns listade i Catalogue of Life.